# Jef Van Der Jonckheyd
Jef Van Der Jonckheyd (Brasschaat, 10 ottobre 1982) è un ex cestista belga.

## Carriera
Militò nelle squadre di Ostenda, Anversa e Lovanio. Si ritirò dall'attività agonistica nel 2012 a seguito di un grave infortunio. Successivamente divenne Team Manager della squadra nazionale belga.

## Palmarès
- Campionato belga: 1

Ostenda: 2005-06